# Lo-Reninge
Lo-Reninge és un municipi belga de la província de Flandes Occidental a la regió de Flandes.

## Seccions
| #   | Nom         | Superfície (km²) | Població (01/01/2006) |
| --- | ----------- | ---------------- | --------------------- |
| I   | Lo          | 15,69            | 1.247                 |
| II  | Reninge     | 22,90            | 1.083                 |
| III | Pollinkhove | 13,81            | 620                   |
| IV  | Noordschote | 10,55            | 356                   |

Font: Ajuntament de Lo-Reninge

## Localització

Mapa de Lo-Reninge

| - a. Hoogstade (Alveringem) - b. Alveringem - c. Lampernisse (Diksmuide) - d. Nieuwkapelle (Diksmuide) - e. Merkem (Houthulst) - f. Bikschote (Langemark-Poelkapelle) - g. Zuidschote (Ieper) - h. Elverdinge (Ieper) - i. Woesten (Vleteren) - j. Oostvleteren (Vleteren) |